# Лески
 Тази статия е за селото в Северна Македония.  За селото с паралелно име Лески в Гърция, вижте Карликьой.  За селото в България със старо име Лески, вижте Вихрен (село).
Лески (изписване до 1945 година: Лѣски; на македонска литературна норма: Лески) е село в община Виница, в източната част на Северна Македония.

## География
Селото е разположено на 3 километра югозападно от град Виница, в полите на Плачковица.

## История
В османски данъчни регистри на немюсюлманското население от вилаета Кратова от 1618-1619 година селото е отбелязано под името Леска с 58 джизие ханета (домакинства). Списък на селищата и на немюсюлманските домакинства в същия вилает от 1637 година сочи 51 джизие ханета в Леска.
В XIX век Лески е село в Кочанска кааза на Османската империя. Църквата „Свети Йоан Кръстител“ е от 1848 година. Според статистиката на Васил Кънчов („Македония. Етнография и статистика“) от 1900 година Лѣски е има 280 жители, от които 250 българи християни и 30 цигани.
Цялото население на селото е под върховенството на Българската екзархия. По данни на секретаря на екзархията Димитър Мишев („La Macédoine et sa Population Chrétienne“) в 1905 година в Лески (Leski) има 200 българи екзархисти и в селото работи българско училище.
При избухването на Балканската война в 1912 година 1 човек от Лески са доброволци в Македоно-одринското опълчение.

## Личности
Починали в Лески
- Велко Миков (1880 – 1903), български революционер
- Йордан Витошански (1879 – 1903), български революционер